# 多田三八郎
多田 三八郎（ただ さんぱちろう）は、戦国時代の武将。諱は昌澄。法名は宗樊。武田信虎・信玄の2代に仕えた。後代には武田の5名臣に数えられた。

## 略歴
摂津源氏一族の多田源氏後裔と称し、源頼光の孫の多田頼綱または源満仲の弟の源満季の子孫というが、系譜は詳らかではない。
諱は、はじめ昌澄、のち昌利。『甲斐国志』人物部第五では諱を「満頼」としており、多田満頼という通称が知られているが、史料上からは確認されていない。
『甲陽軍鑑』によれば、美濃国の生まれで、弓矢修行のため甲斐国に渡り、武田信虎に仕え足軽大将となったとされる。次代の武田晴信にも仕え、二十九の武功を挙げ全身に二十七カ所の傷があったとする逸話を持つ。後世に原虎胤、横田高松、小幡虎盛、山本勘助と共に五人衆と称された。預けられた足軽・同心数は不明。

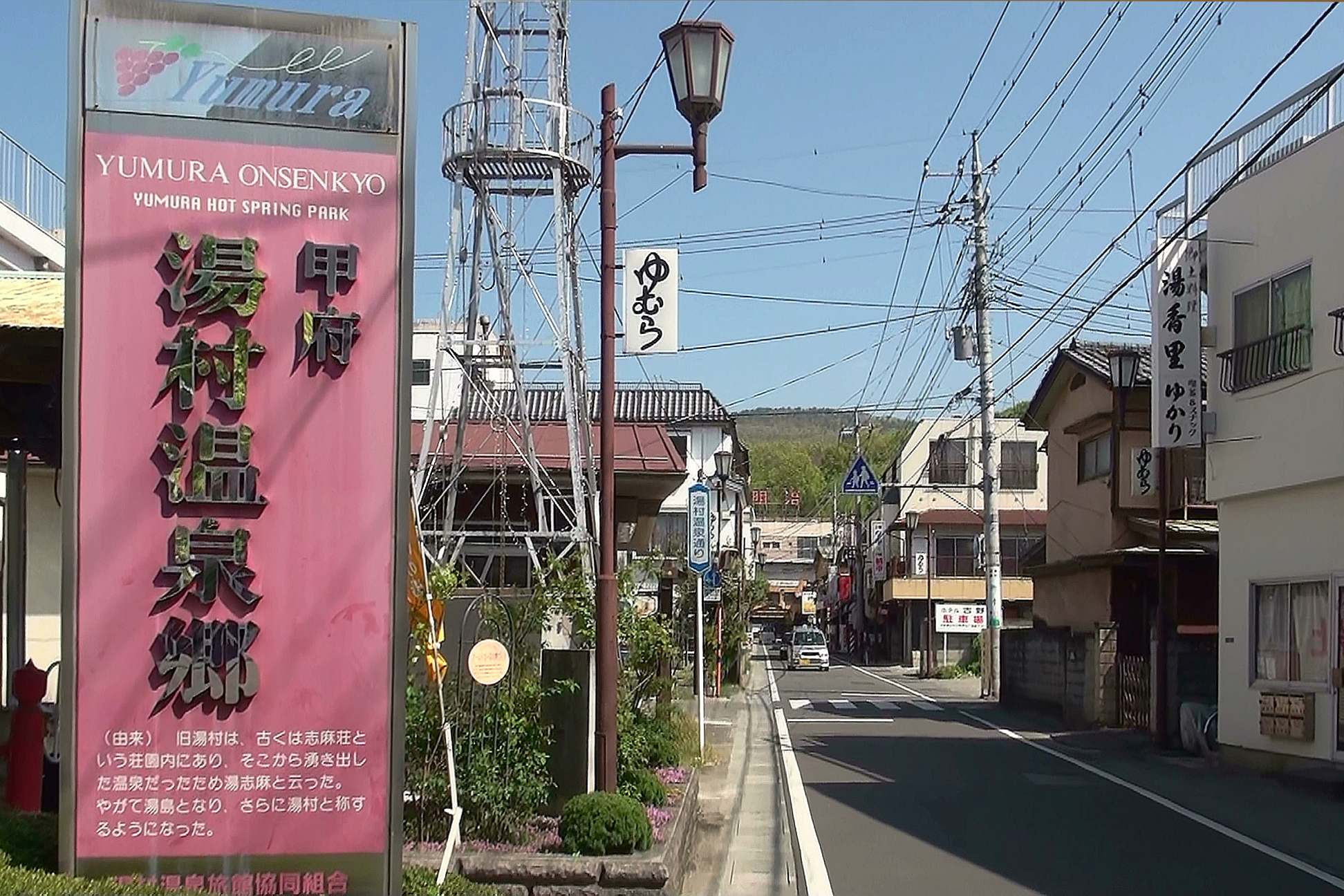
現在の湯村温泉

確実な記録資料上においては、天文16年（1547年）8月の信濃国佐久郡・志賀城攻めにおいて活動が見られ、関東管領・上杉憲政の援軍との小田井原の戦いにおいて板垣信方らと活躍している（『勝山記』）。翌天文17年（1548年）には信濃守護・小笠原長時との戦いにおいて信玄から感状を受けている。
『甲斐国志』においては、三八郎が信濃虚空蔵山砦（長野県上田市塩尻）を警護していた際に地獄の妖怪「火車鬼」を退治したという伝説や、山梨県甲府市湯村の湯村温泉で天狗を倒した鬼の湯伝説などが残っている。
永禄4年（1561年）の第四次川中島の戦いの頃は既に病床にあり、自分の代わりに息子を参戦させている。
永禄6年（1563年）12月22日、死去。長野県諏訪郡富士見町境には多田淡路守の居城とされる先達城が所在し、近在の常昌寺には墓所がある。

## 子孫
『寛永諸家系図伝』などによれば、三八郎の長男が新八郎昌治（昌春）、次男が八右衛門昌頼、三男が治部右衛門昌俊（満俊）とされる。新八郎は元亀元年（1570年）に病死し、その子の多田正吉（三八郎昌吉）が徳川家康に仕え旗本になったとしている。
『寛政重修諸家譜』では、某（新八郎、八右衛門。正治。元亀元年、死去）、昌俊（三八郎）、某（三吉。のち、徳川義直家臣）。
『甲陽軍鑑』『甲斐国志』によれば、昌治と長男の新蔵昌勝は天正3年（1575年）の長篠の戦いで戦死。次男の久蔵昌綱は叔父の昌俊の養子となった。
三八郎の三男・昌俊は武田家を出奔して相模国の後北条氏に仕え、永禄10年（1567年）12月に武蔵国岩槻（埼玉県さいたま市岩槻区）で戦死したとも、一方では天正10年（1582年）に武田家滅亡に伴い殉死したという説もある。昌俊の養子の久蔵昌綱、次男・角助昌繁らは田野で戦死した。
昌俊の子・多田昌綱は大伯父にあたる武田家の譜代家老・土屋昌続（昌次）に養育され、武田氏の滅亡後は徳川氏に仕え、各合戦に参加し、慶長6年(1601年)には徳川義直の守役になった。子孫は徳川氏の旗本になったという。

## 各種系図
- 『増澤系図』

多田氏政（源頼政十三代後胤）－多田久政－多田久平（満頼）
- 中田憲信編纂『諸系譜』

多田重国－満重－満継－季満－満氏－満長－満秀－多田貞弘（満頼）